# Dactylochelifer latreillei
Dactylochelifer latreillei – gatunek zaleszczotka z rodziny Cheliferidae. Zamieszkuje zachodnią i środkową część Palearktyki.

## Taksonomia
Gatunek ten opisany został po raz pierwszy w 1817 roku przez Wiliama Elforda Leacha pod nazwą Chelifer latreillii. Miejsce typowe nie jest pewne, jednak przypuszczalnie leży w Anglii. Epitet gatunkowy nadano na cześć Pierre’a-André Latreille’a. W 1930 roku gatunek przeniesiony został przez Maxa Beiera do rodzaju Ectoceras, a w dwa lata później do rodzaju Dactylochelifer.
W obrębie tego gatunku wyróżnia się dwa podgatunki:
- Dactylochelifer latreillei latreillei (Leach, 1817)[3]
- Dactylochelifer latreillii septentrionalis Beier, 1932[4]

## Morfologia
Zaleszczotek ten ma prosomę nakrytą karapaksem o zarysie prostokątnym. Na karapaksie nie występuje cucullus. Dwie pary oczu umieszczone są w pobliżu przedniej krawędzi karapaksu. Niektóre tergity i sternity są przynajmniej częściowo podzielone. U samca tergity pozbawione są wyraźnych listewek bocznych (kilów). Samicę charakteryzuje występowanie nieparzystej płytki siteczkowatej środkowej. Szczękoczułki zwieńczone są szczypcami; ich palec ruchomy ma jeden lub dwa ząbki położone przedwierzchołkowo oraz szczecinkę galealną położoną subdystalnie. Dłoń szczypiec szczękoczułków wyposażona jest w pięć trichobotrii, w tym to oznaczone sb. Nogogłaszczki zaopatrzone są w szczypce z gruczołami jadowymi obecnymi zarówno na palcach ruchomych, jak i na palcach nieruchomych. Na palcu nieruchomym nogogłaszczka trichobotrium it umiejscowione jest w połowie odległości między czubkiem palca a trichobotriami ist i est. Wszystkie cztery pary odnóży krocznych pozbawione są kolców na biodrach. Pierwsza para odnóży krocznych u samca ma przysadziste, mocno zmodyfikowane golenie i stopy.

## Rozprzestrzenienie
Gatunek palearktyczny. Podgatunek nominatywny znany jest z Portugalii, Hiszpanii, Irlandii, Wielkiej Brytanii, Francji, Belgii, Luksemburga, Holandii, Niemiec, Austrii, Włoch, Danii, Szwecji, Finlandii, Polski, Czech, Słowacji, Węgier, Ukrainy, Rumunii, Bułgarii, Chorwacji, Serbii, Albanii, Grecji, Algierii, Tunezji, Gruzji, Armenii, Azerbejdżanu, Iranu i Kazachstanu. Podgatunek D. l. septentrionalis jest endemitem północno-środkowej części Europy; podawany jest z Holandii, Szwecji, Finlandii i Polski.